# Rønne og Neksøs genopbygning
Rønne og Neksøs genopbygning er en film instrueret af Poul Bang efter manuskript af Carl Th. Dreyer.

## Handling
I dagene lige efter befrielsen i maj 1945 blev Rønne og Nexø bombarderet af russiske flyvemaskiner, da den tyske kommandant på øen ikke ville overgive sig. Store dele af de to byer blev ødelagt, men et storstilet genopbygningsarbejde blev hurtigt sat i gang med bistand fra den danske stat. Sverige trådte hjælpende til og forærede de to byer et stor antal elementhuse af træ. Man benyttede lejligheden til at gennemføre en mere hensigtsmæssig byplan og stræbte under genopbygningen efter at bevare de oprindelige huses gamle byggestil, således at de to bornholmske byers særpræg ikke blev ændret.